# Бандич, Милан
Милан Бандич (хорв. Milan Bandić , [ˈmǐˑlɑn ˈbâːndi͡tɕ], 22 ноября 1955, Груде, Босния и Герцеговина — 28 февраля 2021) — хорватский политик.
С 1995 года депутат Загребского городского совета. С 1997 года председатель загребского отделения Социал-демократической партии Хорватии (СДП). В 2000 году избран мэром Загреба и занимал этот пост до 2002 г. Вновь избран в 2005, 2009, 2013 и 2017 гг.
Бандич — один из самых влиятельных политиков Хорватии, что связано с положением Загреба в экономике страны: город производит 30 % хорватского ВВП, и его бюджет составляет 7,38 миллиардов хорватских кун (35,88 миллиардов рублей).
Испытывал трудности в политической карьере из-за своих действий. Так, ему не удалось стать лидером Социал-демократической партии, поскольку он находился в оппозиции Зорану Милановичу и был его главным противником, а выборы проходили под контролем Милановича. Затем в 2009 году покинул ряды партии, а в 2015 году создал собственную политсилу, «Бандич Милан 365 — Партия труда и солидарности».
Бандич популярен среди загребской общественности в связи со своей активной деятельностью на посту мэра.
Некоторые источники считают Бандича одним из самых активных мэров Загреба в истории. Это связано с его огромными амбициями и большим количеством завершённых и продолжающихся крупномасштабных проектов по реконструкции и благоустройству города. Самые знаменитые из них — обновление бывшего Люблянского проспекта (сейчас Загребский проспект), строительство Арены «Загреб» и Отечественного моста (хорв. Domovinski most) в Велика-Горице (пригород столицы) (мост был открыт в 2007 году в период мандата Бандича).
В 2014 году Бандич был арестован по подозрению в коррупции.
Бандич разведён, бывшая жена Весна, дочь Ана-Мария. В 2018 году награждён российским Орденом Дружбы.
28 февраля 2021 года скончался в возрасте 65 лет в результате инфаркта.